# Carouge de Cuba
Agelaius assimilis
Espèce
Statut de conservation UICN

 LC  : Préoccupation mineure
Répartition géographique
Le Carouge de Cuba (Agelaius assimilis) est une espèce de passereaux de l’île de Cuba de la famille des ictéridés.

## Systématique
D'après Alan P. Peterson, il existe deux sous-espèces :
- A. a. assimilis Lembeye, 1850 ;
- A. a. subniger Bangs, 1913.

Le Carouge de Cuba était considéré comme une sous-espèce du Carouge à épaulettes.

## Distribution
Le Carouge de Cuba se retrouve dans l’ouest de Cuba et sur l’Île de la Jeunesse.

## Habitat
Ce carouge niche dans les marais colonisés par une végétation émergente, notamment Typha domingensis, Phragmites et Sagittaria lancifolia.  En dehors de la saison de nidification, il s’aventure dans les champs et les pâturages.

## Nidification
Il niche dans les roselières parvenues à maturité.  Le nid, construit par la femelle, est fixé aux joncs ou dans un buisson à environ 20 cm au-dessus du niveau de l’eau.  Les œufs sont au nombre de 2 à 3, parfois 4.